# Ситовичи (Волынская область)
Сито́вичи (укр. Ситовичі) — село в Поворской сельской общине Ковельского района Волынской области Украины.
Код КОАТУУ — 0722188801. Население по переписи 2001 года составляет 332 человека. Почтовый индекс — 45053. Телефонный код — 3352. Занимает площадь 0,008 км².